# Piero Ceccarini
Piero Ceccarini (nascut el 20 d'octubre de 1953) és un exàrbitre de futbol italià. És conegut principalment per una decisió controvertida que va prendre durant un partit a Torí entre la Juventus FC i l'Inter el 26 d'abril de 1998.
Ceccarini va treballar com a àrbitre de la FIFA durant el període comprès entre el 1993  i el 1998.  Va arbitrar els partits de classificació per a l'Eurocopa de 1996,  l'Eurocopa de 2000, i la Copa del Món de 1998.

## Carrera professional
Ceccarini va néixer a Liorna.
Durant la temporada 1997-98 de la Sèrie A, Ceccarini va ser el centre d'una decisió controvertida al Derbi d'Itàlia de la Juventus a Torí contra l'Inter el 26 d'abril de 1998: una col·lisió que es va produir entre el davanter de l'Inter Ronaldo i el defensa de la Juventus Mark Iuliano a l'àrea de penal de la Juventus, que va fer que tots dos jugadors caiguessin a terra, va portar els jugadors de l'Inter a reclamar el que consideraven un penal clar per una entrada amb obstrucció, però Ceccarini va deixar que la jugada continués mentre els jugadors continuaven protestant; per augmentar la controvèrsia, la Juventus va rebre un penal disputat només trenta segons després. Tot i que la Juventus no va aconseguir convertir el penal, van acabar guanyant el partit per 1-0, i van aconseguir el títol de lliga matemàticament dos dies després, després d'una victòria per 3-2 a casa contra el Bolonya, amb l'Inter acabant en segon lloc. Després del partit, Ceccarini va sortir públicament i va declarar que havia comès un error i que hauria d'haver xiulat la falta i haver assignat un penal a l'Inter per la impugnació, tot i que, en aquell moment, no va presenciar tota la jugada que va conduir a l'incident, només la col·lisió entre els dos jugadors, cosa que va generar més crítiques per part de la premsa. Fins al dia d'avui, l'incident ha adquirit un cert grau d'infàmia i encara és àmpliament debatut als mitjans de comunicació italians i sovint citat als diaris. Quan li van preguntar sobre l'episodi en una entrevista del 2009, però, Ceccarini va canviar d'opinió i va dir que, en retrospectiva, no hauria xiulat un penal, sinó un tir lliure indirecte a l'Inter dins l'àrea per obstrucció. En una entrevista encara més recent amb el diari Il Tirreno el 2016, però, Ceccarini va aclarir més tard: "A partir de les imatges es veu clar que Ronaldo xoca amb Iuliano, no al revés: de fet, el jugador de la Juventus cau cap enrere, a causa de l'impacte de Ronaldo que el va xocar. Jo era al camp, a pocs metres de distància. La intenció del defensa era aturar la progressió de l'atacant, però l'atacant va moure la pilota i el defensor no la va seguir. Iuliano estava quiet en el moment del contacte, no hi ha dubtes sobre això. Li vaig dir a Pagliuca [el porter de l'Inter] que en bàsquet això seria una falta ofensiva. Potser hauria d'haver xiulat una falta a favor de la Juventus".
El 1996 va arbitrar un partit del Campionat d'Europa de 1996 a Anglaterra.